# 83982 Crantor
83982 Crantor eller 2002 GO9 är en centaur, en småplanet i det yttre av solsystemet. Den upptäcktes 12 april 2002 av NEAT vid Palomarobservatoriet. Crantor har fått sitt namn efter en Lapith som dödades i kriget mot kentaurerna.
Omloppsbanan korsar Uranus. Centaurernas omloppsbanor är på grund av de stora gasjättarnas gravitation instabila och riskerar att kastas in i eller ut ur solsystemet. Den förväntade halva livslängden för Crantors omloppsbana är 2,9 miljoner år.